# 錢詩文
錢詩文（英語：Tiffany Chin，1995年4月29日—），前學民思潮成員（組織現已解散），畢業於五育中學（2013年中六）及香港浸會大學政治及國際關係學士課程。

## 簡歷
2015年2月7日，她在香港立法會公聽會連番嚴詞批評建制派立法會議員，並指他們「仆街也不足以形容」，引起公眾共鳴而廣為人知。
2015年2月18日，錢詩文随家人飛往雲南昆明探親，被當地機場拒絕入境並且遣返回港，媒體披露錢詩文在機場被禁止自由行動，只能在酒店里的房間待著，期間有兩名武警持警棍全程看守，且只能吃武警提供的飯盒，被禁止到機場餐廳用餐，上廁所時也要有武警在旁。在盤查期間，有關人員質問她曾否在香港做一些「不好的事」，而且花了頗長時間翻查她的大專筆記，武警沒收了一本《壹周刊》。她質問：「到底是年輕人抗拒國家，還是國家抗拒年輕人？」。